# H (série télévisée)
Pour les articles homonymes, voir H.
Ne doit pas être confondu avec H (série télévisée, 2019).
 (juin 2014).
Si vous disposez d'ouvrages ou d'articles de référence ou si vous connaissez des sites web de qualité traitant du thème abordé ici, merci de compléter l'article en donnant les références utiles à sa vérifiabilité et en les liant à la section « Notes et références ».
H est une série télévisée française en 71 épisodes de 22 minutes, créée par Abd-el-Kader Aoun, Xavier Matthieu et Éric Judor. Elle est réalisée successivement par Frédéric Berthe, Édouard Molinaro, Jean-Luc Moreau, Peter Kassovitz et Charles Nemes.
La série est diffusée entre le 24 octobre 1998 et le 20 avril 2002 sur Canal+. Elle est ensuite rediffusée sur Canal+ en clair entre 2002 et 2004, Canal+ continuera de rediffuser régulièrement la série, souvent en clair, jusqu'en 2012,. Elle est ensuite rediffusée sur les chaînes Comédie!/Comédie+, MCM, C8, France Ô, CStar et NRJ 12.
Au Québec, elle est diffusée sur TV5 Québec Canada, en Suisse sur RTS Un et en Belgique sur Club RTL puis sur AB3 et Plug TV.
Elle est également diffusée sur Netflix de juillet 2020 à décembre 2024.

## Synopsis
Cette série de comédie de situation (sitcom) se déroule dans un hôpital français où Jamel Driddi, Clara Saulnier, Aymé Césaire, Sabri Saïd, Béatrice Goldberg  et Maximilien Strauss – respectivement standardiste, infirmière en chef, infirmier, brancardier (puis barman), interne et chirurgien en chef – entretiennent une ambiance farfelue, entre gaffes, plaisanteries de mauvais goût et lourdes fautes professionnelles.

## Production
Jamel Debbouze aurait touché un cachet de 30 000 € par épisode pour ses performances dans la série,. Ramzy Bedia lui aurait touché 15 000 € par jour de tournage.

### Tournage
Les deux premières saisons ainsi que la dernière saison sont tournées aux Studios de la Montjoie, anciennement studios d'AB productions, à La Plaine-Saint-Denis, la troisième saison est tournée sur le plateau A des Studios de Boulogne, à Boulogne-Billancourt. L'hôpital visible sur les prises de vues extérieures, qui servent la plupart du temps de transitions, est l'hôpital Robert Debré situé dans le 19e arrondissement de Paris.
Dans un entretien, Jean-Luc Bideau explique que les changements fréquents de réalisateurs de la série sont dus aux comportements exaspérants des trois acteurs principaux, comportements qu'il juge « insupportables »,.

### Fiche technique
- Création : Kader Aoun , Xavier Matthieu et Éric Judor
- Réalisation : Frédéric Berthe, Édouard Molinaro, Jean Luc Moreau, Peter Kassovitz et Charles Nemes
- Scénario : Jean Paul Bathany, Alexandre Pesle, Frédéric Proust, Bruno Nicolini (connu également en tant que chanteur sous le nom de Bénabar)
- Direction artistique : pour Fit Productions Éric Lavaine, Pour Canal +, Michel Reynaud
- Décors : Dominique Douret
- Costumes :
- Photographie :
- Montage : Toby Ridgway
- Musique : DJ Abdel
- Casting : Paula Chevallet
- Production : 
  - Production exécutive : Jean-Pierre Ramsay-Levi
- Société(s) de production : Canal+, FIT Productions
- Société(s) de distribution (télévision) : 
  - Canal+ (France)
- Pays d'origine :  France
- Langue originale : français
- Format : couleur
- Genre : comédie de situation (sitcom)
- Durée des épisodes : entre 22 et 30 minutes

 Sauf indication contraire, les informations mentionnées dans cette section peuvent être confirmées par la base de données cinématographiques IMDb,  présente dans la section « Liens externes ».

## Distribution

### Acteurs principaux
- Jamel Debbouze : Jamel Driddi, standardiste
- Éric Judor : Aymé Césaire, infirmier du service d'orthopédie
- Ramzy Bedia : Sabri Saïd, brancardier puis barman
- Catherine Benguigui : Béatrice Goldberg dite « Béa » (saisons 1 et 2), médecin du service d'orthopédie
- Sophie Mounicot : Clara Saulnier, infirmière en chef du service d'orthopédie
- Jean-Luc Bideau : professeur Maximilien Strauss dit « Max » ou « Professeur », chirurgien
- Linda Hardy : Charlotte Strauss (saison 3), fille du professeur Strauss et surveillante en chef
- Edgar Givry : Edgar (saison 2 à 4), directeur de l'hôpital

### Invités
De nombreux invités, comédiens et personnalités des médias, ont fait une apparition au cours de ces quatre saisons, tels que (par ordre alphabétique) :
- Marie-Christine Adam (en mère endeuillée de Philippe),
- Isabelle Alexis (en Alice, copine de Sabri),
- Guy Amram (en Tonio, bras droit d'un parrain mafieux),
- Gilles Arbona (en Rigolus, clown raciste),
- Maurice Barthélémy (en directeur de campagne électorale),
- Jean Barney (en lieutenant de l'armée),
- Clothilde Baudon (en Sabine, fille naïve qui croit encore au Père Noël),
- Macha Béranger (en gestionnaire d'escort-girls),
- Josy Bernard (en Sabine, coup de coeur d'Aymé),
- Bernard Blancan (en critique gastronomique),
- Richard Bohringer (en Saint Pierre),
- Jérôme Bonaldi (dans son propre rôle),
- Jacques Bouanich (en flic des mœurs),
- Frédéric Bouraly (en petit ami de Clara),
- Isabelle Bouysse (en prostituée),
- Alain Bouzigues (en ami d'Aymé),
- Laurent Boyer (dans son propre rôle),
- Carlo Brandt (en « nettoyeur »),
- Claude Brécourt (en doyen de l'hôpital),
- Françoise Brion (en Françoise Saulnier, mère de Clara),
- Philippe Brizard (en juge),
- Philippe Bruneau (en Raphaël, ami mourant de Maximilien Strauss),
- Christian Bujeau (en médecin),
- Gérard Chaillou (en réparateur d'ascenseur),
- Jacques Ciron (en veuf généreux),
- Emma Colberti (en Cécile, petite amie paranoïaque d'Aymé),
- Laurence Colussi (en Anne Guillou : docteur, fiancée du directeur de l'hôpital et maîtresse de Jamel),
- Michel Crémadès (en patient poissard),
- Gérard Darmon (en commissaire de police),
- Jean-Claude de Goros (en Albert Paillard, petit ami de la psychologue sado-maso),
- Michel Degand (en contrôleur des impôts),
- Vincent Desagnat (en patient),
- Lorànt Deutsch (en Loïc Zolla, fils d'un ami de Maximilien Strauss),
- Mouss Diouf (en voyou),
- Maureen Dor (en secrétaire du dentiste et ex d'Aymé),
- Etienne Draber (en bailleur catho d'Aymé),
- Jean-Claude Dreyfus (en Cyril, frère de Maximilien Strauss),
- Julie Du Page (en Corinne, stagiaire),
- Pascal Elbé (en riche héritier suicidaire),
- Alice Evans (en infirmière végétarienne),
- Zoé Félix (en amie de la sœur de Sabri),
- Serge Feuillard (en Fanfan, partenaire de théâtre de Sabri),
- Luc Florian (en patron de boîte de nuit),
- Danièle Évenou (en inspectrice de police),
- Bruno Gaccio (en conducteur indélicat),
- Fiona Gélin (en animatrice de débat présidentiel),
- Greg Germain (en père d'Aymé),
- Richard Gotainer (dans son propre rôle),
- Olivier Granier (en président du Polo Club de France),
- Alain de Greef (dans son propre rôle),
- Richard Guedj (en Miquelon, adjoint de Saint-Pierre),
- Gwendoline Hamon (en Sylvie, maîtresse d'Aymé),
- Thierry Heckendorn (en adversaire politique à la présidentielle),
- Thierry Henry (dans son propre rôle),
- Annelise Hesme (en Sandra),
- Loïc Houdré (en policier zélé),
- Fily Keita (en infirmière),
- Laurent Kerusoré (en barman de cantine),
- Gustave de Kervern (en mari de Mme Dufrennes, patiente et maîtresse d'Aymé),
- Philippe Khorsand (en Maurice, soupirant de Béatrice),
- Julien Kramer (en policier hospitalisé),
- Chrystelle Labaude (en patiente judoka),
- Lynda Lacoste (en suédoise),
- Axelle Laffont (en présentatrice TV),
- Stéphanie Lagarde (en Léa, conquête tenace d'Aymé),
- Marie-Charlotte Leclaire (en Sylvie, patiente gardée à l'hôpital par Aymé),
- Augustin Legrand (en voyou),
- Jim Adhi Limas (en tatoueur),
- Guilaine Londez (en Émilie, infirmière suicidaire),
- Gérard Loussine (en producteur de cinéma X),
- Margot Marguerite (en videur de boîte de nuit),
- Delphine McCarty (d'abord en collègue infirmière de Clara, puis en Blanche-Neige),
- Patrice Melennec (en égoutier farceur),
- Sophie Michard (en petite amie poilue d'Aymé),
- Jean-Luc Moreau (en metteur en scène de théâtre),
- Claire Nadeau (en Eliane Strauss),
- Jacky Nercessian (en vacancier aveugle),
- Christine Ockrent (dans son propre rôle),
- Pierre Palmade (dans son propre rôle),
- Alexandre Pesle (en infirmier du service des transfusions),
- Patrick Poivre d'Arvor (dans son propre rôle),
- Micheline Presle (dans son propre rôle),
- Luis Rego (dans son propre rôle),
- Serge Riaboukine (en parrain de la mafia),
- Rémy Roubakha (d'abord en ami d'un collègue de Béa, puis en examinateur du code de la route),
- Daphné Roulier (dans son propre rôle),
- Jean-Paul Rouve (en intendant de l'hôpital),
- Sellig (en égoutier farceur),
- Marc Saez (en sommelier),
- Jeanne Savary (en Sylvie, infirmière),
- Christian Sinniger (en cascadeur hospitalisé),
- Bruno Solo (en patient suicidaire),
- Joey Starr (en Lucifer),
- Élise Tielrooy (en psychologue sado-maso),
- Philippe Vandel (dans son propre rôle),
- Matthias Van Khache (en petit ami mineur de Clara),
- Yvan Varco (en directeur de la Croix-Rouge des Yvelines),
- Pierre Vernier (en professeur Garnier),
- Vanessa Wagner (en psychologue des Alcooliques Anonymes),

## Épisodes
| Saison | Saison | Nombre d'épisodes | Première diffusion | Première diffusion | Sortie DVD     |
| Saison | Saison | Nombre d'épisodes | Début de saison    | Fin de saison      | Sortie DVD     |
| ------ | ------ | ----------------- | ------------------ | ------------------ | -------------- |
|        | 1      | 20                | 24 octobre 1998    | 13 mars 1999       | 3 octobre 2005 |
|        | 2      | 20                | 4 septembre 1999   | 5 février 2000     | 3 octobre 2005 |
|        | 3      | 20                | 9 décembre 2000    | 12 mai 2001        | 3 octobre 2005 |
|        | 4      | 11                | 26 janvier 2002    | 20 avril 2002      | 3 octobre 2005 |

## Personnages

### Jamel Dridi
Responsable du standard du service d'orthopédie de l'hôpital, il est prêt à tout pour gagner de l'argent et pour cela est prêt à se mettre dans des situations compliquées. Il n'a pour ainsi dire aucune conscience professionnelle, n'hésitant pas à inventer des mensonges abracadabrants pour ne pas travailler ou pour s'approprier le bien d'autrui, pour dissimuler des choses dont il a honte, comme le fait qu'il vit encore chez sa mère à sa conquête du moment (Une histoire de croyance).
Les multiples arnaques de Jamel incluent : se déguiser en une fausse cousine prénommée Nadia afin d’exercer le poste de standardiste en plus de ses propres heures afin de gagner le double de son salaire (Une histoire de cousine), se faire passer pour un scientifique pour toucher l’argent du Prix Nobel (Une histoire de mec formidable), ou encore vendre des alarmes au porte-à-porte tout en se faisant passer pour un criminel en parallèle afin de créer le besoin chez ses clients (Une histoire de VRP).
Jamel a un sens de la famille surprotecteur et toxique probablement lié à son éducation maternelle. Par exemple, il refuse l’idée même que sa sœur Farida ait une vie sexuelle (Une promesse), et il est également choqué d’apprendre que son frère Maurad est homosexuel (Une histoire de frère) ; il cherche toutefois à le rabibocher avec son ex-conjoint pour éviter qu’il soit renié par leurs parents. En ce qui concerne la famille lointaine, il n’a en revanche aucune scrupule à « enterrer » ses oncles afin d’obtenir des jours de congés et d’éviter de rendre des services à des amis (Mon meilleur copain et Une histoire de théâtre) ; il a également un neveu nommé Salem qu'il confie à Sabri pour qu'il lui raconte une histoire (Une histoire de Blanche-Neige).
En dépit de son physique peu avantageux et de sa maîtrise approximative du français (tels qu'en témoignent ses gimmicks "Tut'suite" et "Dites-moi pas qu'c'est pas vrai !"), Jamel est parvenu à séduire des médecines de l'hôpital à deux reprises (Un mensonge et Une histoire de preuve).

### Aymé Césaire
Infirmier ayant un peu moins de 1 500 conquêtes féminines, il souffre d’hypersexualité ainsi que de nombreux complexes tels qu'une calvitie, une maladie le faisant transpirer des pieds et un petit pénis. D'origine autrichienne par sa mère et guadeloupéenne par son père, les traits du personnage s'articulent autour d'un paradoxe : Aymé ne manque aucunement de se mettre en valeur à la moindre occasion, le plus souvent devant des femmes, mais aussi devant ses amis, alors qu'il manque totalement de courage quand la situation l'exige. Il souffre également de peurs irrationnelles telles que l'avion (Une histoire de cousine) ou le dentiste (Une histoire de dentiste), et il est tellement hypocondriaque qu'il s'imagine mourir s'il a la seule idée que sa nourriture était empoisonnée (Une histoire de champignons).
Si Aymé a une réputation de séducteur, il use également de stratagèmes peu orthodoxes pour satisfaire son hypersexualité : hypnotiser une infirmière pour qu'elle couche avec lui, se tromper de cible et envoûter une patiente cinquantenaire (Une histoire de garderie), se faire passer pour handicapé afin de sortir avec l'organisatrice des Handisports (Une histoire de fauteuil), et faire renvoyer un stagiaire brancardier parce qu'il séduit accidentellement sa nouvelle cible (Une histoire de mec formidable).
Aymé prétend parler anglais couramment, mais est plus que lamentable en la matière : il détourne la langue de Shakespeare comme ses comparses Sabri et Jamel maltraitent la langue française (bien qu'il ne soit pas exempt de tous reproches en la matière, comme en témoigne son expression "comme de par hasard") ; par contre, héritage maternel oblige, il parle un allemand parfait. Les relations d’Aymé avec ses parents sont d’ailleurs assez compliquées : son père prend un malin plaisir à l’humilier devant ses collègues en racontant des anecdotes de jeunesse embarrassantes (Une histoire de père), et tous deux détestent l’idée que sa mère séduise des hommes plus jeunes (Une histoire de génération).
On retient dans ses passions qu'Aymé aime faire des brocantes pour dénicher des antiquités pour son appartement et qu'il est ultra soigneux (Une histoire de croyance). Aymé possède un petit ours en peluche nommé Pipo Bimbo, à qui il aime chanter la chanson la Cucaracha.
Son nom fait référence au poète martiniquais Aimé Césaire.

### Sabri Saïd
De brancardier pas très malin — mais gardant un soupçon de lucidité — au début de la série, il démissionne au début de la seconde saison, car il croyait être embauché comme acteur de cinéma mais il s'avère que c'est Jamel se décrivant comme un producteur de film de cinéma (ce que Jamel a dit) et exerce par la suite le poste de barman dans lequel il sombre progressivement dans la débilité la plus complète. Il pratique dès lors ce métier dans le bar le Barbylone où ses anciens collègues vont souvent (le bar se situant juste en face de l'hôpital), et il va désormais prendre sa pause dans la salle de garde des infirmiers.
Ce sont deux emplois que Sabri dit provisoires en attendant de pouvoir exprimer tous ses talents de comédien qui n'ont convaincu pour l'instant que sa propre personne. Il a notamment joué le rôle de l'ourson dans la pub « Soupline » et « Ronald Mac Donald » au restaurant Mac Donald's de l'Odéon; malgré son manque d’expérience, il croit pouvoir donner des cours de comédie à Pierre Palmade (Une histoire de lapin) ou à Micheline Presle (Une histoire de comédienne). On le voit notamment à l'œuvre comme acteur porno involontaire (Une histoire de film) et dans une animation de supermarché désastreuse durant laquelle il prend sa revanche sur Jamel (déguisé en saucisse géante) au lieu de vendre le produit (Une histoire de théâtre). Il est aussi fan de Jean-Claude Van Damme.
En dépit de son intelligence limitée (Une histoire d'intelligence révèle qu'il a un quotient intellectuel de 19), Sabri possède néanmoins quelques talents : il connait par cœur son code de la route (pensant lire un ouvrage de Jean-Jacques Rousseau) et il peut passer l’examen par écrit du code en quelques secondes, même s’il n’arrive pas à passer l’examen de conduite (Une histoire de permis) ; son métier de barman fait qu’il peut également calculer rapidement la différence entre francs et euros, et sa connaissance des prix lui a valu de gagner le débat d'entre-deux-tours de l'élection présidentielle et d'avoir le vote des électeurs (Une histoire de président) ; il lui suffit de passer une nuit avec la mère d’Aymé pour s’exprimer dans un allemand parfait (Une histoire de génération) ; enfin, il guérit accidentellement le doyen des hôpitaux de Paris par une simple manipulation de son genou (Une histoire de compétence).

### Béatrice Goldberg
Médecin interne, elle n'apparaît que dans les deux premières saisons. Archétype de la fille intelligente et sympa, mais pas très attirante, son physique ingrat et son surpoids sont pour ses collègues une source inépuisable de vannes et de moqueries en tout genre.
Béa possède un goût prononcé pour la grande littérature, les causes humanitaires et le bricolage. Elle est sans aucun doute le plus sain des personnages d'un point de vue mental, en tout cas la plus équilibrée. Cela ne l'empêche pas d'avoir certains traumatismes : elle peut par exemple revivre un souvenir d'enfance où son père tue son chat et l'enferme dans le placard après coup ou le moment où elle doit « attraper la queue du Mickey » (Une histoire d'amours). Béa semble également désensibilisée à certaines formes de violence : elle explique que quand elle était petite, elle vivait dans une ferme chez sa grand-mère et qu'elle disséquait les animaux, auxquels elle arrachait les yeux et le cœur (Une histoire de lapin).
La grande naïveté de Béa et son désespoir lié à l’idée de rencontrer l’âme-sœur lui valent de se faire escroquer par un conducteur indélicat. Elle est ensuite confrontée aux conséquences d'une cuite dont elle n'a aucun souvenir. En éternel désespoir de pouvoir rencontrer l'homme de sa vie, elle croit enfin le trouver en la personne de Jean-François Nguyen, avocat vietnamien, mais leur idylle sera interrompue : si le marié l'a plaquée le jour du mariage à cause de Sabri qui avait saboté la robe, l'avocat était également un coureur de jupons moins intéressé par Béa que par ses collègues et amies.
Béa est d'origine juive ashkénaze de par son nom Goldberg ou par les prénoms qu'elle souhaite donner à son bébé hypothétique : Salomon et Abraham. Son appartenance à la communauté juive est confirmée par Jamel lorsqu'il lui parle de l'enterrement de sa grand-mère auquel elle a refusé de se présenter, estimant que c'était une vieille radine (Une histoire de mari).

### Clara Saulnier
Infirmière en chef du service d'orthopédie, fortement cynique, dominatrice et un peu marâtre, elle se plaît à donner des ordres. Elle est caractérisée par son sadisme, aimant bien maltraiter ses collègues.
Pas vraiment laide, Clara est perçue aux yeux de ses camarades — son sale caractère aidant — comme une vieille greluche. Elle dispose d'un passé de prostituée, d'alcoolique et a même tourné dans un film pornographique, La chienne du tipi. Sa relation avec Aymé est toute particulière, oscillant entre la haine et le désir sexuel avec l'auto-proclamé étalon antillais du service. Son ancêtre a en outre été l'esclavagiste de l’aïeul d’Aymé.
Au cours des épisodes, Clara voit régulièrement des hommes sans pour autant trouver le « bon ». Paradoxalement, elle est également la cible de nombreux obsédés sexuels, ignorants ou renseignés sur son passé tumultueux, à son grand désarroi. Elle a également connu une enfance difficile : son père l'appelait Jacques car il aurait préféré avoir un garçon (Une histoire de mari et Une histoire de père), et elle considère que son enfance n’a duré qu’une douzaine d’années car elle aurait perdu sa virginité à 11 ans (Une histoire d'appartement).
Après le départ de Béa, Clara endosse le rôle de la « vieille fille moche » délaissée pour contraster avec la séduisante Charlotte, envers qui elle éprouve une profonde aversion après que le professeur Strauss lui a offert le poste de surveillante chef qu'elle convoitait depuis plusieurs années. Cette aversion est renforcée par le fait que Clara est régulièrement jalouse des femmes que la gent masculine trouve plus séduisantes (Une histoire de Blanche-Neige) Elle donne également naissance à un chien à la suite d'une erreur de Strauss lors d'une fécondation in vitro.

### Professeur Maximilien «Max» Strauss
C’est le chirurgien de l'hôpital où il exerce depuis 40 ans. Un peu fou, il est connu pour tuer ses patients, à un tel point qu’il se définit lui-même en tant que tueur. En dehors de ses activités de chirurgien, il est très occupé par des activités farfelues (water polo, claquettes, jokari, et collection d'objets pour gamins en tout genre comme les cartes Pokémon). Ses nombreux procès, dont il obtient toujours des non-lieux, lui donnent une réputation de boucher (son propre frère le considère effectivement comme tel). Il est obsédé par le sexe (à un tel point qu’il suscite l’exaspération d’Aymé) et ne connaît apparemment pas de tabous dans ce domaine, s'adonnant à la bisexualité, à la zoophilie (il a notamment entretenu une idylle avec une vache prénommée Marion) et anciennement à la pédophilie (qu'il dit avoir arrêté en même temps que la cigarette dans Une histoire de collection).
Également obsédé par l'argent, Strauss est prêt à se suicider (ou à simuler sa mort) à la moindre dette importante (Une histoire d'assurance-vie). Escroc notoire, il ne semble avoir aucun cas de conscience à escroquer le fisc, les aides sociales et surtout ses propres patients. Il est également connu des services de police comme proxénète sous les surnoms de « Maxou le fondu » ou « le proxo de Bab El-Oued », et reprend occasionnellement cette fonction pour se renflouer, transformant le bar de Sabri en bordel à l'insu de ce dernier ou en tentant de convaincre sa fille de se prostituer pour son propre compte (Une histoire d'assurance-vie). Son fort caractère et son manque de conscience professionnelle ou morale lui permettent de se sortir de nombreuses situations extrêmement délicates et principalement d'éviter son passage devant la justice.
Outre ses quelques baisses de forme mentale, Strauss incarne un « vrai faux » leader, toujours prêt (si ses intérêts ou son prestige sont en jeu), à diriger un groupe dont les membres sont la plupart du temps contraints d'y participer. Ses discours ne sont pas toujours bien placés, mais il trouve toujours quelque chose pour convaincre, en abusant souvent de son statut de chirurgien en chef et en usant du chantage. Il est cependant très apprécié par ses employés pour sa grande incompétence qui leur permet de ne rien faire de toute la journée, des employés dont apparemment il ne connaît même pas le nom : il appelle par exemple Béatrice : « Djamel » et « la chose »; Jamel « Abdel », « Badjel », « Javel » ou « Saturnin » et Sabri « Jabri », « Cabri » ou « Brassi ». Sa relation avec ce dernier est mêlée d’une certaine complicité liée à leurs excentricités respectives, même si le barman se montre méfiant vis-à-vis du vieux savant qui l’appelle « mon bel éphèbe ».
Dans la dernière saison, on apprend des détails intéressants sur la vie de Strauss : par des photographies, on découvre qu'il est le fils de Hitler (Une histoire de fraude), mais il est surtout révélé que ce « grand » professeur s'appelle en réalité Eugène Chapouillet et qu'il était autrefois l'homme de ménage du vrai Professeur Strauss, qu'il tua jadis avec un fer à repasser pendant son sommeil afin de lui voler son identité (Une histoire de purgatoire).

### Charlotte Strauss
Fille du professeur Strauss, Charlotte a grandi à New York avec sa mère. Son père la traite comme une fillette alors qu'elle a 25 ans. Elle apparaît dans la troisième saison et intègre l’hôpital sur le poste de surveillante en chef grâce à son père, poste convoité par Clara, ce qui entraînera une certaine animosité entre les deux femmes ainsi que l'aversion de cette dernière.
Le physique avantageux de la jeune femme n'échappera à personne, en particulier Jamel et Aymé, qui vont essayer à maintes reprises de la charmer, même si le premier espère (naïvement) une relation à long terme tandis que le second la voit plus comme une conquête supplémentaire plus difficile à atteindre que les autres. Elle entame avec Jamel une idylle lors d’un week-end à Méribel (Une histoire de ski). Charlotte est un personnage très intègre et mentalement sain, l'archétype de la fille bosseuse et cultivée.

### Edgar
Il s'agit du directeur de l'hôpital, qui fait son apparition au cours de la seconde saison. Curieusement, à l'opposé des autres personnages, il satisfait aux critères que l'on se doit d'exiger d'une personne exerçant pareille fonction, y compris dans ce qu’elle a de plus froid et calculateur : il félicite par exemple Aymé d’avoir accidentellement tué deux patients en raison de l’argent gagné grâce à l’absence de soins (Une histoire de chasse).
Intelligent, Edgar est prêt à réengager Sabri comme chirurgien pour tuer le doyen des hôpitaux de Paris. Ses plans sont néanmoins toujours contrecarrés par une bourde de sa bête noire, le professeur Strauss, ou encore par Aymé ou par Sabri. Sa femme a une aventure avec Aymé (Une histoire de détective) et lui-même la trompe avec le docteur Anne Guilloux, remplaçante du Pr Strauss (Une histoire de preuve).

## Produits dérivés

### DVD
- Saison 1 (3 octobre 2005)
  - 20 épisodes
  - 4 DVD / Éditeur : Studio Canal / Langues et ST : Français Dolby Digital 2.0 / Tous publics / Format : 4/3, Format cinéma respecté 1.33, Format DVD-9,/ Couleur / Durée : 455 minutes
- Saison 2 (3 octobre 2005) 
  - 20 épisodes
  - 4 DVD / Éditeur : Studio Canal / Langues et ST : Français Dolby Digital 2.0 / Tous publics / Format : 4/3, Format cinéma respecté 1.33, Format DVD-9,/ Couleur / Durée : 455 minutes
- Saison 3 (3 octobre 2005) 
  - 20 épisodes
  - 4 DVD / Éditeur : Studio Canal / Langues et ST : Français Dolby Digital 2.0 / Tous publics / Format : 4/3, Format cinéma respecté 1.33, Format DVD-9,/ Couleur / Durée : 455 minutes
- Saison 4 (3 octobre 2005) 
  - 11 épisodes
  - 3 DVD / Éditeur : Studio Canal / Langues et ST : Français Dolby Digital 2.0 / Tous publics / Format : 4/3, Format cinéma respecté 1.33, Format DVD-9,/ Couleur / Durée : 340 minutes
- Best Of H (2005) 1 DVD des meilleurs moments de la série, durée 1h30
- Coffret intégral des Saisons 1 à 4 (12 octobre 2010)
  - 71 épisodes
  - 15 DVD / Éditeur : Studio Canal / Langues et ST : Français Dolby Digital 2.0 / Tous publics / Format : 4/3, Format cinéma respecté 1.33, Format DVD-9,/ Couleur / Durée : 1 705 minutes

## Sources et bibliographie
- Carole Cian et Fabien Bulete, Séries TV: toutes les séries de A à Z, Hachette heroes, coll. « Geektionnaire », 2018 (ISBN 978-2-01-704493-2), p. 189